# CIM-10 Bomarc

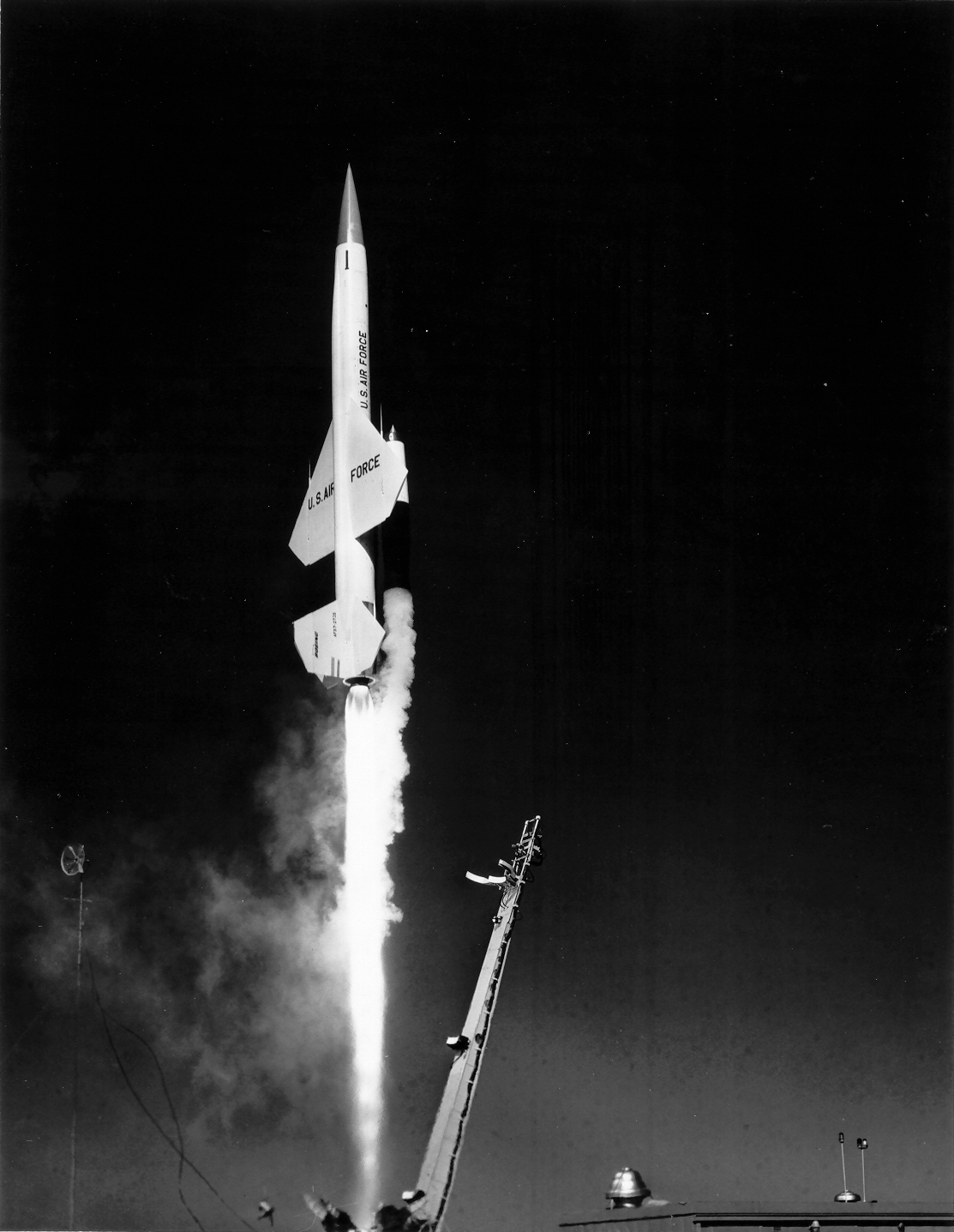

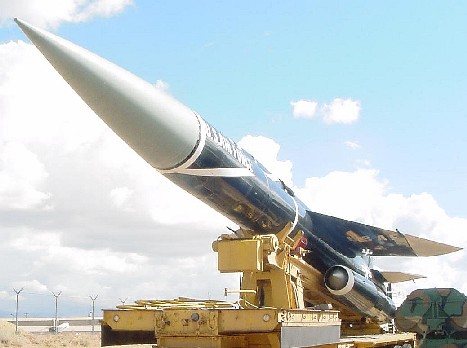

O Boeing CIM-10 Bomarc (IM-99 Weapon System antes de setembro de 1962) foi um míssil superfície-ar (SAM) usado durante a Guerra Fria para a defesa aérea da América do Norte. Em adição de ser o primeiro SAM de longa alcance, ele foi o único SAM implantado pela Força Aérea dos Estados Unidos.
Armazenado horizontalmente em um abrigo de proteção com teto móvel, o míssil era colocado na vertical e disparado usando foguetes impulsionadores para a alta altitude e então virava para um voo horizontal a uma velocidade de cruzeiro de Mach 2,5 impulsionado por dois motores ramjets. Esse voo horizontal permitia que o míssil operasse com um alcance de até 400 km. Controlado do solo na maior parte do seu voo, quando ele atingia a área alvo, ele era comandado para começar a mergulhar, ativando um radar de busca ativa para ao guiamento terminal. Um radar de fuso de proximidade detonava a ogiva, que era de explosivo convencional ou uma ogiva nuclear W40.

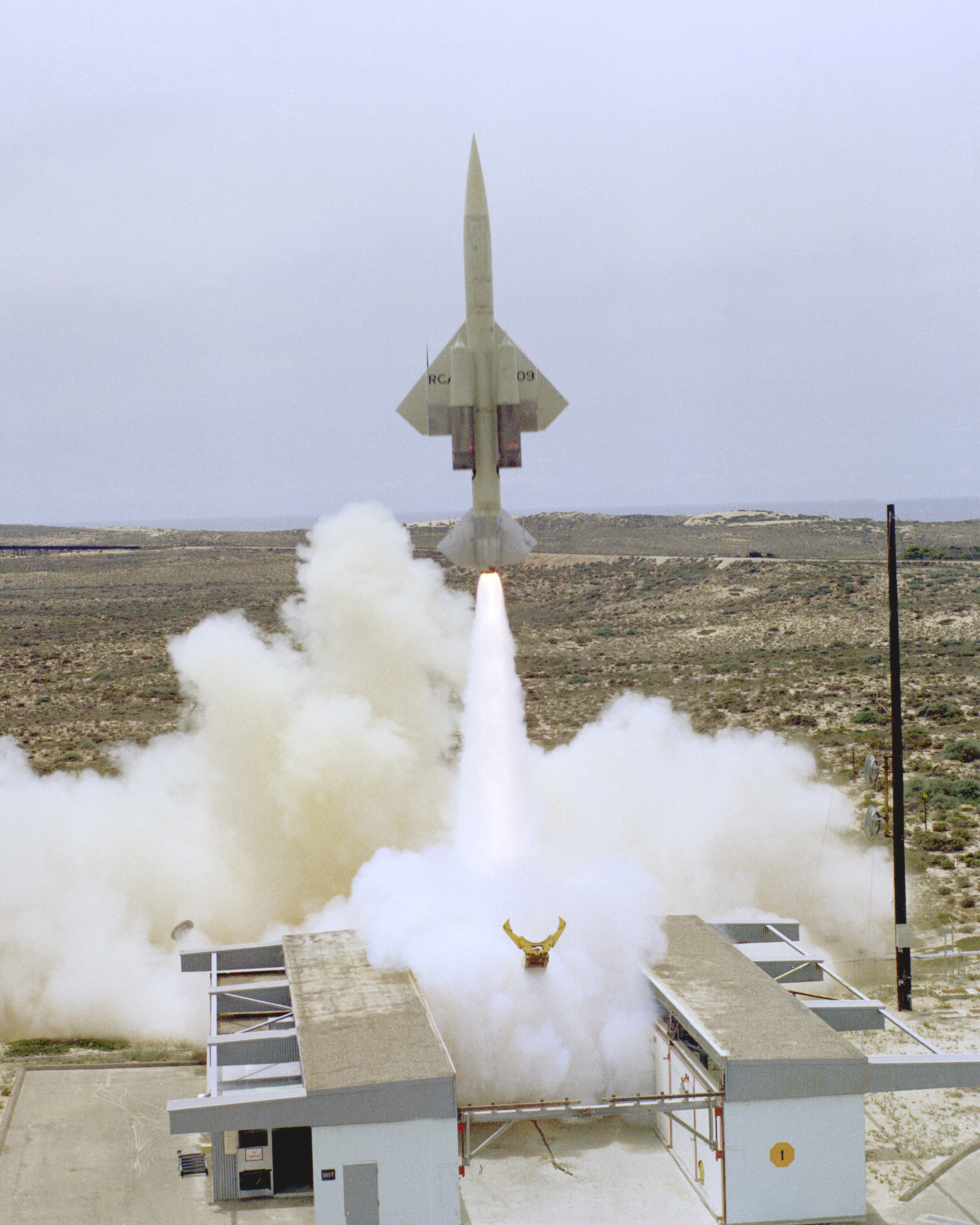
Um CQM-10B drone lançado na Base Aérea de Vandenberg, 1977.

Originalmente o CIM-10 foi denominado de IM-69, que foi mudado a pedido da Boeing para IM-99. O IM-99A tinha um raio operacional de 320 km, foi projetado para voar entre mach 2,5 e 2,8 a uma altitude de cruzeiro de 18 000 metros. Ele tinha comprimento de 14,2 metros e pesava 7 000 quilogramas. Era armado com uma ogiva convencional de 450 g ou uma ogiva nuclear W40 com potência de 7-10 quilotons. O motor ramjet usado pelo Bomarc era o Marquardt RJ43-MA-3, o mesmo modelo usado no Lockheed X-7, Lockheed AQM-60 Kingfisher (drone usado para testes de defesa aérea) e o Lockheed D-21 lançado pelo SR-71.
A Boeing construiu 570 Bomarc entre 1957 e 1964, 269 CIM-10A e 301 CIM-10B.

## Variantes

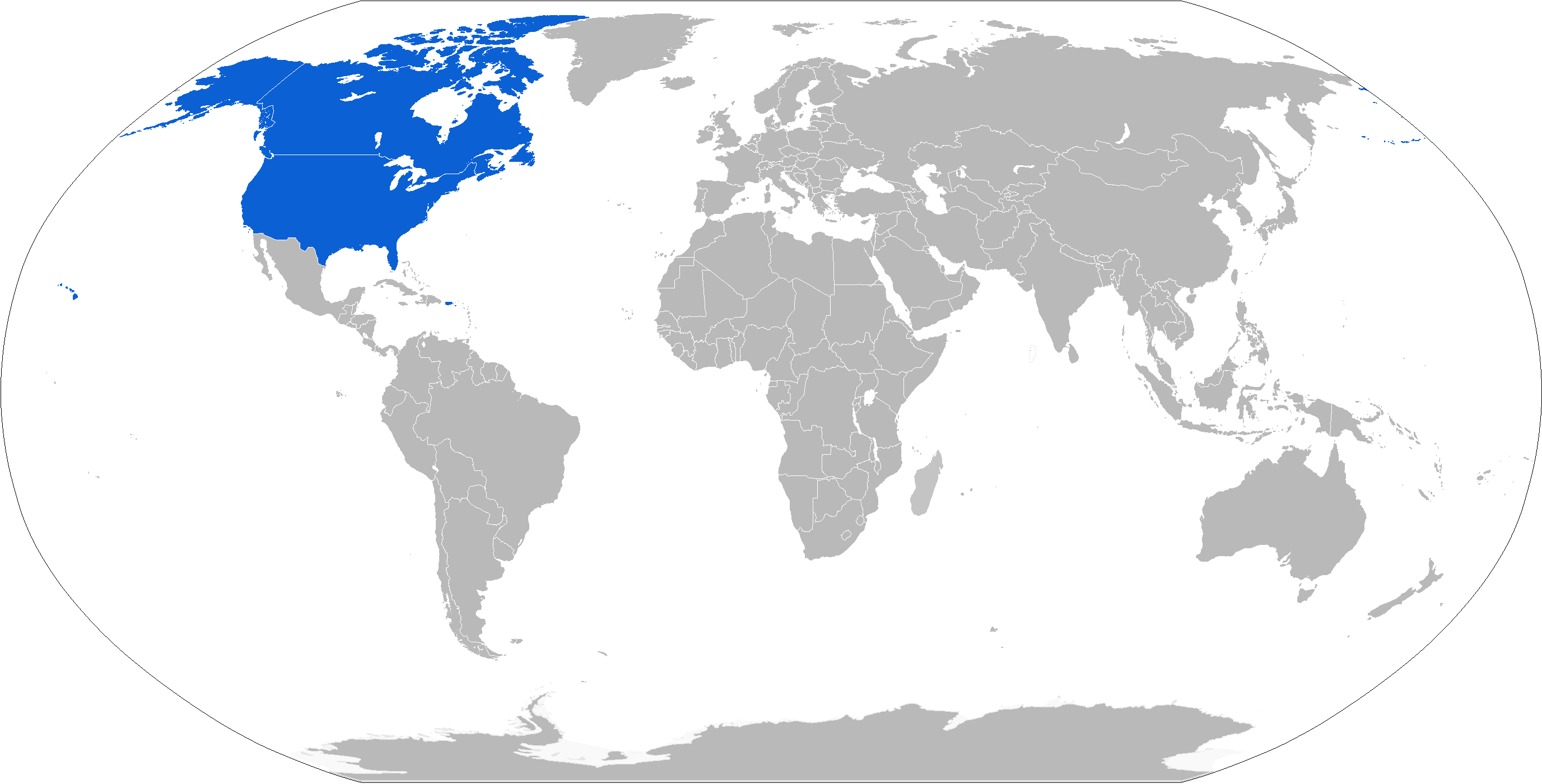
Mapa com os operadores do CIM-10 em azul

- XF-99 (experimental para pesquisa do foguete impulsionador)
- XF-99A/XIM-99A (experimental para a pesquisa do ramjet)
- YF-99/YIM-99 (teste de serviço)
- IM-99A (produção inicial)
- IM-99B ("versão avançada"[3])
- CQM-10 (drone alvo)[4]

## Operadores
- Estados Unidos
- Canadá